# Col de la Bonette
Col de la Bonette (2715 m n.p.m.) – przełęcz we francuskich Alpach blisko granicy z Włochami. Oddziela ona Alpy Prowansalskie od Alp Nadmorskich.

## Najwyższa droga w Europie
Dwukilometrowa pętla wokół szczytu Cime de la Bonette, która osiąga wysokość 2802 m n.p.m. i łączy się z przełęczą Bonette z obu stron, to najwyżej biegnąca asfaltowa droga w Alpach i najwyższa przejazdowa asfaltowa droga w Europie. Wbrew wielu opiniom i źródłom (np. znak drogowy u podnóża góry) sama Col de la Bonette nie jest najwyższą przełęczą drogową w Alpach i nie ma 2802 m n.p.m., a jedynie dwukilometrowa pętla widokowa w pobliżu przełęczy wznosi się na tę wysokość. Wyższe od niej są inne przełęcze: Col de l’Iseran (2770 m), Stelvio (2757 m) i Col Agnel (2744 m).

## Szczegóły podjazdu
Od południa podjazd zaczyna się w Saint-Étienne-de-Tinée i liczy 25,8 km długości przy średnim nachyleniu 6,4%. Daje to przewyższenie 1652 m. Na pętli szczytowej nachylenie dochodzi do 15%. Od północy wspinaczka zaczyna się w Jausiers i jest równie trudna: 24 km długości przy średnim nachyleniu 6,6%, co daje przewyższenie 1589 metrów. Dane dotyczą podjazdów na pętlę widokową powyżej przełęczy.

## Kolarstwo

### Tour de France
Przełęcz gościła kolarzy w czasie Tour de France czterokrotnie (1962, 1964, 1993, 2008) i stała się najwyższym osiąganym punktem w historii wyścigu. Podczas pierwszych dwóch przejazdów (odpowiednio z południowej i północnej strony) najszybszy na trasie był Federico Bahamontes, natomiast w 1993 roku Robert Millar, pokonując przełęcz od północnej strony, wygrał górską premię.
W edycji wyścigu z 2008 roku na górskiej premii pokonywanej od południa pierwszy był John-Lee Augustyn, który podczas pokonywania zjazdu z przełęczy wypadł poza drogę na urwisko.

#### Wystąpienia w Tour de France
| Rok  | Etap | Kategoria | Start                 | Meta       | Lider na przełęczy  |
| ---- | ---- | --------- | --------------------- | ---------- | ------------------- |
| 2008 | 16   | HC        | Cuneo                 | Jausiers   | John-Lee Augustyn   |
| 1993 | 11   | HC        | Serre-Chevalier       | Isola 2000 | Robert Millar       |
| 1964 | 9    | 1         | Briançon              | Monaco     | Federico Bahamontes |
| 1962 | 18   | 1         | Antibes-Juan-les-Pins | Briançon   | Federico Bahamontes |

### Giro d’Italia
Podczas Giro d’Italia w 2016 roku kolarze zdobyli Col de la Bonette podczas 20. etapu  który odbył się 28 maja. Na przełęczy pierwszy zameldował się Mikel Nieve.